# Voitsberg
Voitsberg là một thành phố nhỏ ở huyện Voitsberg thuộc bang Steiermark, Áo, với dân số 10.074 thời điểm năm 2001. Thành phố phát triển quanh nhà thờ St. Margaret bên sông Tregistbach và được đề cập lần đầu vào năm 1245. Phế tích cung Greisenegg và lâu đài Obervoitsberg vẫn còn..